# 서은아
서은아(1989년 2월 26일~)는 대한민국의 배우이다. 2013년 영화 《짓》으로 대종상 신인여우상을 수상하며 주목을 받았다.

## 삶과 경력
서은아는 1989년 2월 26일 인천직할시(현 인천광역시)에서 태어났다. 서은아는 초등학교 3학년 때부터 무용을 배웠다. 그녀는 고교 졸업 후 한국예술종합학교 연극원 연기과에 진학하게 되는데, “무용은 재미있지만 무용을 진로로 택하기에는 용기가 나지 않았다. 무용처럼 춤도 추면서 재미있게 할 수 있는 작업이 무엇일까 고민하다가 연극영화과로 진로를 정하면 다양하게 배울 수 있겠구나 생각해서 연기를 시작하게 됐다.”고 말하였다. 카메라 앞에 서는 것보다 무대 위에 서는 게 더 익숙했던 서은아는 이후 본격적인 연기 활동을 시작 하기 전 뮤지컬 안무자를 꿈꾸며 미국 뉴욕에서 안무를 공부하기도 했다. 그녀는 “춤을 배우는 줄 알고 한국예술종합학교 연기과 시험을 봤는데 막상 입학을 해보니 연기와 관련된 수업 밖에 없더라. 아쉬운 마음이 커져 미국 뉴욕으로 떠났다. 재밌는 건 뉴욕에서 안무 공부를 하면서 내가 정말 하고 싶은 일, 또 잘할 수 있는 게 연기라는 사실을 깨닫게 됐다는 거다. 내 안에 있는 무언가를 표현하고자 하는 욕구가 춤만 춰서는 해소되지 않더라.”고 말하였다. 서은아는 한국예술종합학교 연극원 연기과를 졸업했으며 한국 무용을 부전공했다.
서은아는 2013년 개봉한 영화 《짓》에 주연을 맡아 출연하며 처음 주목을 받았다. 그녀는 한국예술종합학교 재학 시절 단편 영화와 연극에 출연한 바 있고 독립 영화인 《U.F.O.》, 《천웅괴담》에도 출연하였으나 주연을 맡아 출연한 상업 영화로는 《짓》이 첫 작품이었다. 서은아는 《짓》에서 등록금을 벌기 위해 룸살롱에서 일하다 학과 교수인 주희(김희정 분)의 남편 동혁(서태화 분)을 만나 불륜을 저지르는 여대생 연미를 연기했다. 그녀는 이 작품으로 2013년 대종상영화제에서 신인여우상을 수상했다.
서은아는 이듬해인 2014년 옴니버스 영화 《레디액션 청춘》의 네번째 에피소드 〈플레이 걸〉 편에 출연했다.

## 학력
- 한국예술종합학교 연극원 연기과

## 연기 활동

### 영화
| 연도 | 제목              | 역할                   | 비고             |
| ---- | ----------------- | ---------------------- | ---------------- |
| 2008 | 수정탕 둘째 딸    | 수진친구               | 단편영화         |
| 2008 | 자유로운 새의 춤  | 소개팅녀               | 단편영화         |
| 2010 | 연인과 주말에     | 윤지                   | 단편영화         |
| 2011 | U.F.O.            | 이지현                 | 독립영화         |
| 2012 | 천웅괴담          | 손주영                 | 독립영화         |
| 2012 | 화이팅! 패밀리    | 단역(홈쇼핑 제작 조수) | 독립영화         |
| 2013 | 짓                | 하연미                 |                  |
| 2013 | 동창생            | 무용학원동료           |                  |
| 2014 | 레디액션 청춘     | 고은                   | 〈플레이 걸〉 편 |
| 2015 | 흑산도            | 설란                   | 미개봉           |
| 2016 | 미씽: 사라진 여자 | 수련                   |                  |
| 2017 | 로마의 휴일       | 애리                   |                  |
| 2019 | 난폭한 기록       | 최설란                 |                  |

### 드라마
| 연도 | 제목              | 역할             | 방송사 | 비고           |
| ---- | ----------------- | ---------------- | ------ | -------------- |
| 2013 | 이웃집 꽃미남     | 은아             | tvN    | 3회부터 출연   |
| 2015 | 실종느와르 M      | 은채린           | OCN    | 4회 출연       |
| 2015 | 신분을 숨겨라     |                  | tvN    | 13회 출연      |
| 2015 | KBS 드라마 스페셜 | 응우엔 투이 띠엔 | KBS2   | 〈비밀〉 편    |
| 2016 | 시그널            | 유승연           | tvN    | 10회~11회 출연 |
| 2017 | 터널              | 김미수           | OCN    | 특별출연       |
| 2017 | 엽기적인 그녀     | 말금             | SBS    |                |
| 2018 | 당신의 하우스헬퍼 | 한소미           | KBS2   |                |
| 2019 | 아스달 연대기     | 아사못           | tvN    |                |
| 2020 | 영혼수선공        | 나선경           | KBS2   |                |

### 연극
| 연도 | 제목             | 역할      |
| ---- | ---------------- | --------- |
| 2010 | 《완승 인 뮤직》 | 엄마 은아 |

### 뮤직비디오
| 연도 | 가수명     | 곡명/작품명                     |
| ---- | ---------- | ------------------------------- |
| 2016 | 방탄소년단 | BTS Wings shortfilm #3 'Stigma' |
| 2015 | 방탄소년단 | 〈I Need U〉                    |
| 2014 | 장범준     | 〈어려운 여자〉                 |

## 수상 및 후보
| 연도 | 시상식              | 부문       | 작품 | 결과 | 출처   |
| ---- | ------------------- | ---------- | ---- | ---- | ------ |
| 2013 | 제50회 대종상영화제 | 신인여우상 | 짓   | 수상 | [ 11 ] |